# Stuart Heap
Stuart Heap (sinh ngày 7 tháng 2 năm 1965) là một cầu thủ bóng đá người Anh, từng thi đấu ở vị trí tiền vệ tại Football League cho Tranmere Rovers.